# Прогон (Калужская область)
Прогон — деревня в Жиздринском районе Калужской области России. Входит в состав  сельского поселения «Село Совхоз Коллективизатор».

## География
Деревня находится в южной части Калужской области, в зоне хвойно-широколиственных лесов, в пределах юго-западных склонов Среднерусской возвышенности, на реке Потья, в 200 метрах от урочища Озерской.  

### Климат
Климат характеризуется как умеренно континентальный, с тёплым летом и умеренно морозной снежной зимой. Среднегодовая многолетняя температура воздуха составляет 4 — 4,6 °С. Средняя температура воздуха самого тёплого месяца (июля) — 18,3 °C (абсолютный максимум — 37 °C); самого холодного (января) — −9 — −8 °C (абсолютный минимум — −45 °C). Безморозный период длится в среднем 149 дней. Среднегодовое количество атмосферных осадков составляет 654 мм, из которых 441 мм выпадает в период с апреля по октябрь. Снежный покров держится в течение 130—145 дней.

## История
На карте данной местности конца XVIII века населенный пункт не был отмечен. Также он не был отмечен в списке населенных мест 1859 года. В 1899 году было открыто движение по пролегающей рядом железной дороге Москва-Брянск, что дало импульс развитию округи. Деревня уже отмечена на карте 1941 года как поселение с 12 дворами. Ныне деревня опустела и представляет собой урочище.

## Население
| 2002 | 2010 |
| ---- | ---- |
| 2    | ↘0   |

### Национальный состав
Согласно результатам переписи 2002 года, в национальной структуре населения русские составляли 100 % из 2 чел.

## Инфраструктура
В пешей доступности остановочный пункт Озерская на железнодорожной линии Сухиничи — Брянск.

## Транспорт
Доступен железнодорожным транспортом.